# کلینگه
کلینگه (به هلندی: Clinge) یک منطقهٔ مسکونی در هلند است که در هولست واقع شده‌است. کلینگه ۲٬۴۵۹ نفر جمعیت دارد.